# Budowa (obwód tarnopolski)
Budowa (ukr. Будова) – wieś na Ukrainie, w obwodzie tarnopolskim, w rejonie tarnopolskim.